# 하나님의 속성

삼위일체 교리의 측면을 상징한다.

하나님의 속성(attributes of God)이란 기독교 신학에서 논의되는 하나님의 고유한 속성(성품)이다. 기독교 신학에 하나님을 집중적으로 연구하는 학문을 신론이라고 한다. 하나님의 속성은 신론에서 다루어진다.

## 분류
많은 개혁주의 신학자는 공유적 속성(인간이 가질수 있는 성품)과 비공유적 속성을 구분한다. 도널드 맥클라우드 (신학자)는 이런 구분은 인위적이며 잘못될 수 있다고 주장한다"
예를 들어, 하나님이 불변하신다고 말하는 것은 하나님이 변하지 않으신다고 말하는 것과 같이, 이러한 속성 중 다수는 하나님이 아닌 것을 말할 뿐다.
하나님의 속성은 크게 두 가지 범주로 분류할 수 있다:
1. 그의 무한한 힘
2. 그의 인격은 거룩이나 사랑 같은 속성을 가지고있다

밀러드 J. 에릭슨은 이러한 범주를 각각 하나님의 위대함과 선하심이라고 부른다. 싱클레어 퍼거슨은 "본질적인" 신적 속성을 "삼일성의 세 위격 사이에서 가장 강렬하고 역동적인 형태로 표현되고 경험된, 다른 어떤 것도 존재하지 않았던 때"로 구분한다. 이런 식으로 하나님의 진노는 "영원한 삼일성의 세 위격들 사이의 내적 친교에서 자리를 차지하지 않았기" 때문에 본질적인 속성이 아니다. 그러나 퍼거슨은 진노가 하나님의 영원한 의의 표현이며, 이는 본질적인 속성이라고 지적한다.

### 아퀴나스
아퀴나스의 사상에서 바티스타 몬딘은 신이라는 실존적 존재의 실체적 속성과 인격적 속성을 구분한다.[5] 실체적 속성은 신 안에서 본질과 존재가 일치한다는 사실과 관련하여 신에 관한 것이다. 무한성, 단순성, 불가분성, 유일성, 불변성, 영원성, 영성(물질이 없음을 의미)[5] 하나님의 인격적 속성은 생명(충만, 충만, 완전), 생각, 의지, 자유, 사랑, 우정입니다. 하느님의 생각과 의지의 대상은 하느님 자신, 말하자면 하느님은 최고의 선이시며 모든 완전함의 완전자이시기 때문에 그분의 본질입니다. 그러나 하나님은 또한 자신의 유익을 위해 인간 피조물을 향한 그분의 생각과 의지를 언급하십니다.

### 토저
가장 간단하게 정의하자면, 하나님의 속성은 어떤 방식으로든 하나님께서 자신에게 해당되는 것으로 계시하신 것을 가리킨다. 어떤 신학자들은 속성(attribute)이라는 말보다 “완전”(perfection)이라는 말을 더 좋아한다. 토저(A. W. Tozer)는 다음과 같이 말하였다.
“만약 속성이 하나님께 해당하는 어떤 것이라면, 그것은 또한 우리가 하나님께 해당하는 것이라고 생각해 볼 수 있는 어떤 것이다. 무한한 존재이신 하나님께서는 우리가 도저히 알 수 없는 속성들을 틀림없이 지니고 계신다”(The Knowledge of the Holy, p.19).
“거룩한 존재의 저 무서운 심연에는 어쩌면 우리가 전혀 알지 못하고 또한, 자비와 은혜 같은 속성들이 스랍이나 그룹들에게 어떤 개인적 의미를 가질 수 없는 것과 마찬가지로 우리에게 어떤 의미도 가질 수 없는 속성들이 있을지 모른다. 이 거룩한 존재들(스랍과 그룹)은 어쩌면 하나님께 있는 이 특성들을 알지도 모르지만, 그들은 죄를 짓고 앉아서 하나님의 자비와 은혜를 필요로 하지 않기 때문에, 그와 같은 것들을 마음으로 느낄 수 없다. 그렇기 때문에 하나님께서 구속받고 성령의 조명을 받은 자신의 자녀들에게조차 계시하시지 않은 다른 측면의 본질이 있을 수 있고 단 틀림없이 있다고 필자는 믿는다”
마지막으로, 하나님의 본질 중에는 피조물도 심지어는 천사들까지도 온전히 알지 못하는(그리고 아마도 알 수 없는) 하나님의 숨겨진 면모가 있다고 결론을 지올 수 있다. 이런 것들은 오로지 하나님만이 아신다.

## 목록
웨스트민스터 소요리문답은 하나님의 속성을 다음과 같이 열거한다. "하나님은 영이시며, 그의 존재하심과 지혜와 권능과 거룩심과 공의와 선하심과 진실하심이 무한하시고, 영원하시며, 변함이 없으신 분이다."웨스트민스터 대요리문답은 하나님은의 속성은 이해할 수 없으며, 편재하시며, 그리고 모든 것을 아시는 분이시다. 그러나 이견해는 기독교적이지 않다라는 비판이 있다.

### 비공유적인 속성

#### 독립성 혹은자존성
하나님은 다른 피조된 존재의 도움이 필요없이 스스로 존재한다는 것이다. 스스로 독립하며 자존하시는 분이시다.우리는 앞에서 하나님의 존재에 대해서 살펴본 바 있는데, 그분의 속성 중의 하나가 자존(自存:스스로 있음)이다. 이 말은 하나님은 존재하기 때문에 존재한다는 뜻이다. 그분은 자신의 생각(롬 11:33-34), 그분의 뜻(롬 9:19, 엡 1:5), 그분의 능력(시 115:3), 혹은 그 분의 도모(시 33:10-11)를 위해서 어떤 것이나 어떤 자에게 의존하지 않으신다.

#### 영원성
하나님의 영원이란 시간을 넘어선 그의 존재에 관한 것이다. 하나님은 시간 속에 계신 분이 아니다. 그리고 존재하지 않으시던 때가 없다. 시편 90:2에서 웨인 그루뎀은 하나님은 시작도, 끝도, 혹은 그의 존재의 이어지는 순간도 없으시다. 그러나 하나님은 시간속에서 사건과 시간속에서 행위를 보신다고 진술한다. 계시록에서는 그를 알파이자 오메가라고 표현한다. 
이스라엘의 왕인 여호와, 이스라엘의 구원자인 만군의 여호와가 이같이 말하노라 나는 처음이요 나는 마지막이라 나 외에 다른 신이 없느니라 (사 44:6)
내 날이 기울어지는 그림자 같고 내가 풀의 시들어짐 같으니이다(시 102:11)
너희 조상 아브라함은 나의 때 볼 것을 즐거워하다가 보고 기뻐하였느니라(요 8:56)

유대인들이 이르되 네가 아직 오십 세도 못되었는데 아브라함을 보았느냐(요 8:57)
하나님은 어제나 오늘이나 동일하신 분이시다. 그 사실은 우리가 정말 오갈 데 없고, 정처 없이 방황하게 되더라도 돌아갈 곳이 있다는 사실이다.

#### 불변성
하나님은 변화하지 않으신다. 야고보서 1:17에 '그는 변함도 없으시고'에 근거한다. 이 교리는 <열린 신론>에 의해 비난을 받았는 데, 그 이후는 하나님은 사람들의 기도와 결정과 행동에 따라 변화한다는 그들의 주장 때문이다.

#### 무한성
하나님께는 한계가 없다. 그분은 오로지 자신의 본질과 뜻에 의해서만 얽매이신다.
이르되 이스라엘의 하나님 여호와여 위로 하늘과 아래로 땅에 주와 같은 신이 없나이다 주께서는 온 마음으로 주의 앞에서 행하는 종들에게 언약을 지키시고 은혜를 베푸시나이다 (왕상 8:23)
솔로몬이 여호와의 제단 앞에서 이스라엘의 온 회중과 마주서서 하늘을 향하여 손을 펴고 (왕상 8:22)
여호와의 말씀이니라 사람이 내게 보이지 아니하려고 누가 자신을 은밀한 곳에 숨길 수 있겠느냐 여호와가 말하노라 나는 천지에 충만하지 아니하냐 (렘 23:24)

#### 전지성
하나님께서는 어떤 사실들을 발견하심이 없이도 과거와 현재와 미래의 모든 일들에 대한 보 편적이고도 완전한 지식을 갖고 계신다. 그러한 지식에는 실재적인 것과 가능성 있는 것 까 지 포함된다. 그분의 완전하고 즉각적인 지식은 그분의 신성과 인성(그분은 변함없이 항상 계시 고 장차에도 항상 계실 것이다)과 그분의 편재성(그분은 동시에 어느 곳이나 계셔 왔고, 현 재에도 계시며, 미래에도 계실 것이다)에 토대를 두고 있다.
누가 손바닥으로 바닷물을 헤아렸으며 뼘으로 하늘을 쟀으며 땅의 티끌을 되에 담아 보았으며 접시 저울로 산들을, 막대 저울로 언덕들을 달아 보았으랴 누가 여호와의 영을 지도하였으며 그의 모사가 되어 그를 가르쳤으랴 그가 누구와 더불어 의논하셨으며 누가 그를 교훈하였으며 그에게 정의의 길로 가르쳤으며 지식을 가르쳤으며 통달의 도를 보여 주었느냐 (사 40:12-14)

이는 우리 마음이 혹 우리를 책망할 일이 있어도 하나님은 우리 마음보다 크시고 모든 것을 아시기 때문이라 (요일 3:20)

#### 편재성
위대한 신학자 스트롱(A. H. Strong)은 이 속성을 다음과 같이 정의하였다.
“하나님께서는 그분의 전체적인 본성에 있어 분산이나 팽창, 증식이나 분열없이 우주 구석구석을 관통하시고 채우신다”(「조직 신학」, p.279).
따라서 하나님의 편재(遍在)는 동일한 시간에 그분의 전(全) 존재로 도처에 임재하심을 나타낸다. 하나님의 이러한 속성을 올바로 이해함에 있어 피해야 할 중대한 위험은 신은 도처에 있으며 만물(萬物)이 곧 신이라고 말하는 범신론의 크나큰 잘못이다. 이것은 완전한 잘못이 다. 하나님의 편재하심을 연구할 때 다음과 같은 두 가지를 명심해야 한다.
- 하나님의 내재성(內存性): 이 말은 하나님이 창조를 통해서, 그리고 창조 안에서 역사하시면서 세상에 계심을 뜻한다.
- 하나님의 초월성 : 이 말은 하나님이 자신의 창조물 위에 그리고 그것을 넘어서 계심을 뜻한다.

#### 전능성
이것은 만일 어떤 일이 행해질 수 있고 그것이 자신의 본성에 어긋나지 않는다면 하나님께서 어떤 일이고 능히 하실 수 있다는 것을 의미한다. 두 가지를 예로 들어 설명해 보자. 하나님이 자신이 들 수 없을 만큼 무거운 바위를 만들 수는 없다. 왜냐하면 이 일은 본질적으로 수행할 수 없을 것이기 때문이다.
- 그분은 모든 것을 보신다.
- 그분은 (자신이 지으신 우주 안의 크고 작은) 모든 것을 아신다.
- 그분은 인간을 아신다.
- 그분은 과거와 현재와 미래를 아신다.
- 그분은 있었던 것으로 추측되거나 또는 있었을 가능성이 있는 것을 아신다.

### 하나님의 주권
하나님의 주권(The Sovereignty of God)이란 하나님은 최고의 권위자(the supreme authority)이시며, 모든 일들이 [하나님]의 통치하에 있다는 것을 성경적으로 가르치는 교리이다. 그의 허락없이는 아무것도 일어날수 없다고 가르친다. 하나님은 자기의 의지에 따라서 모든 일을 하신다. 주권이라는 것은 하나님은 천지의 창조주로서 그가 원하는 것에 대한 행사의 절대적 권리와 권위를 가진다는 개념에 근거한
하나님의 속성이다.
- 하나님의 지식
- 하나님의 지혜
- 하나님의 선
- 하나님의 사랑
- 하나님의 거룩하심
- 하나님의 의
- 하나님의 진실성

### 하나님의 사랑
하나님의 사랑은 기독교의 핵심이다. 출애굽기 34:5-6에서 야훼 하나님은 자비와 은혜의 하나님이시다라고 말한다.Exodus 34:5-6

### 선
하나님의 선이란 하나님은 모든 선의 최종 기준이 되시면 하나님 자체와 하나님이 행하시는 모든 것들은 선하신 것으로 인정받으시는 것을 의미한다." 로마서 11장 22절은 "그러므로 하나님의 인자하심(Goodness)과 준엄하심을 보라"고 한다. 루이스 벌코프와 같은 많은 학자들은 하나님의 선을 다음과 같은 속성과 겹친다고 보는데 친절, 사랑, 은혜, 자비 그리고 오래참으심이다. 하나님의 전적인 선을 전능한 은혜라고 불린다.

## 단순성
단순성이란 하나님은 순수한 존재로 다른 어떤 것들로 혼합되어 있지 않다라는 것이다. 통일성과 관련되어있다. 이 개념을 일반적으로 다음과 같이 설명된다: 신의 존재는 신이 속성들과 동일하다라고 보는 것이다. 편재, 선하심, 진리, 그리고 영원성과 같은 특징들은 하느님의 존재의 본질을 보여주지만, 존재를 구성하는 요소가 아니며, 본질적으로 신안에서 내재한 어떤 요소들이 아니다. 달리 말하면 하느님은 본질과 존재가 하나이시며 동일하시다라는 것으로 불린다. 하느님은 선하심을 가지고 있는 것이 아니라, 하느님은 선하시다라고 말할 수 있다.
이 교리의 다양성은 유대교, 기독교, 그리고 이슬람교의 철학적 신학자들에게서 발견되는데 특별히 스콜라주의의 교리의 기원을 통해서 본다면 고대 그리스 사상으로 거슬러 올라가는데 단순성은 플로티누스의 아파테시스에서 발견된다.

## 같이 보기
- 신론
- 기독교의 하나님
- 하나님의 주권

## 참고 문헌
- 안명준, 한눈에 보는 성경조직신학 (서울:기쁜날, 2014)